# Odlotowe podróże Charlotty Crosby
Odlotowe podróże Charlotty Crosby (ang. The Charlotte Crosby Experience) – brytyjski program dokumentalny z gatunku reality show, prowadzony przez Charlotte Crosby, brytyjską uczestniczkę z Ekipy z Newcastle oraz zwyciężczyni dwunastej edycji programu Celebrity Big Brother.
Premierowy odcinek został wyemitowany 29 kwietnia 2014 roku na brytyjskim TLC, a emisja zakończyła się 27 maja 2014. W Polsce program pojawił się 10 października 2014 roku na polskim kanale TLC.

## Opis programu
Program opowiada o Charlotte Crosby, brytyjskiej osobowości, która postanawia odwiedzić niezwykłe społeczności na świecie. Podczas lotu samolotem uda się w niesamowitą wędrówkę, odwiedzając różne państwa m.in. Japonię, Indie czy Kanadę, a także pozna odmienne kultury, stroje i obyczaje.

## Spis odcinków
| Światowa premiera | Polska premiera | N/o | Polski tytuł                    | Angielski tytuł              |
| ----------------- | --------------- | --- | ------------------------------- | ---------------------------- |
|                   |                 |     |                                 |                              |
| SERIA PIERWSZA    |                 |     |                                 |                              |
|                   |                 |     |                                 |                              |
| 29.04.2014        | 17.10.2014      | 01  | Rodzina królewska z Radżasthanu | The Royals of Rajasthan      |
|                   |                 |     |                                 |                              |
| 06.05.2014        | 10.10.2014      | 02  | Gejsza z Tokio                  | The Furisode-San of Tokyo    |
|                   |                 |     |                                 |                              |
| 13.05.2014        | 31.10.2014      | 03  | Innuici z Nunavut               | The Inuits of Nunavut        |
|                   |                 |     |                                 |                              |
| 20.05.2014        | 24.10.2014      | 04  | Huteryci z Crystal Spring       | The Hutterites of Manitobe   |
|                   |                 |     |                                 |                              |
| 27.05.2014        | 07.11.2014      | 05  | Crosby z hrabstwa Tyne and Wear | The Crosbys of Tyne and Wear |
|                   |                 |     |                                 |                              |